# Franz Rudolf Zankl
Franz Rudolf Zankl (né le 9 août 1937 à Trèves et mort le 27 mars 2016 à Witten) est un historien allemand. En tant que conservateur, il est chercheur au Musée d'histoire d'Hanovre (de) et publie de nombreuses publications, notamment sur l'histoire de la ville d'Hanovre. Il est le fils du journaliste Hans Ludwig Zankl (de) et le frère du biologiste humain Heinrich Zankl (de).

## Biographie

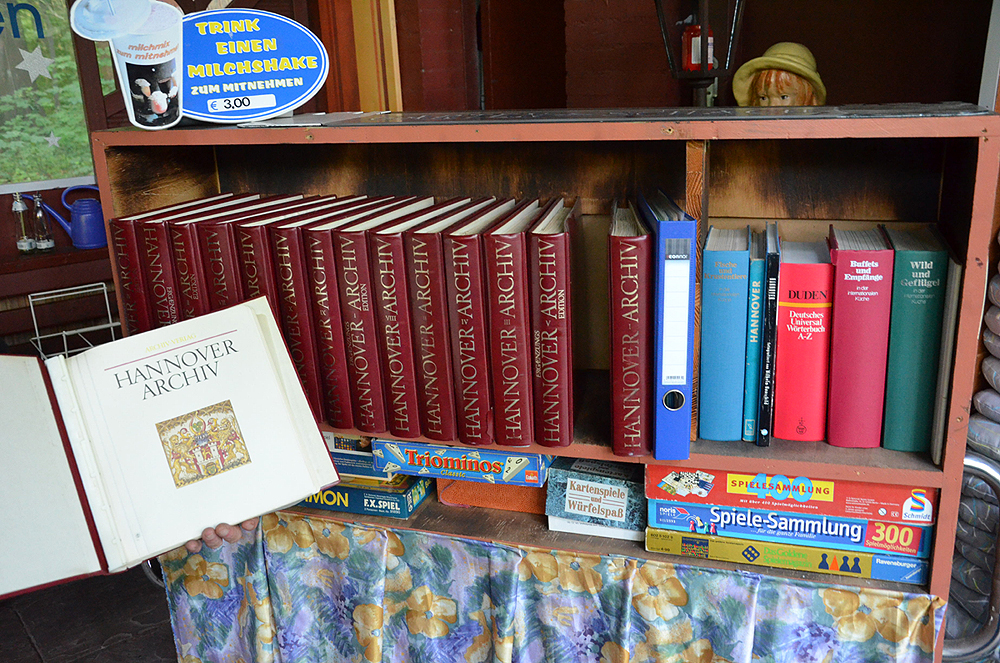
Les Hannover Archiv entre livres et jeux dans le café en plein air et le Café Milchhäuschen à Eilenriede

Franz Rudolf Zankl grandit à Nuremberg, Kiel et Cologne. Il effectue un apprentissage en génie mécanique et obtient son Abitur grâce à la deuxième voie de formation (de). Il étudie l'histoire de l'art, l'histoire et l'archéologie à l'Université de Cologne et à l'Université de Tübingen et complète son doctorat. Le thème de sa thèse à l'Université de Cologne en 1975 est Das Personalmuseum. Untersuchung zu einem Museumstypus.
Pendant ses études, Zankl travaille sur des fouilles archéologiques médiévales et est temporairement directeur général de l'Association allemande des châteaux (de). Après un stage au Musée des arts appliqués de Cologne, il prend la direction d'une fouille dans la vieille ville d'Ulm par l'Office d'État de préservation des monuments de Bade-Wurtemberg (de).
De 1971 jusqu'à sa retraite en 2002, Franz Rudolf Zankl travaille au Musée d'histoire d'Hanovre (de), où il développe et réalise de nombreuses expositions en tant que conservateur et chef du département d'histoire de la ville. Il publie également de nombreuses publications sur l'histoire de la ville et de la région. En outre, Zankl participe à l'une des nombreuses expositions de la caisse d'épargne d'Hanovre (de), en 1973, dans le hall des guichets sur le thème des précurseurs aux évidences techniques.
Franz Rudolf Zankl apparaît notamment en tant qu'auteur et éditeur des « Hannover Archiv », puis également avec Rita Seidel pour les ouvrages ultérieurs « Hannover Edition » et « Hannover Edition 2000 ».

## Publications
- (dir.), Hannover in alten Ansichtskarten, Reihe Deutschland in alten Ansichtskarten, Wurtzbourg: Weidlich 2002,  (ISBN 3-8003-1841-5)
- avec Harald Koch, Plätze in Hannover [früher und heute]. Theater am Küchengarten. Eine Gegenüberstellung historischer Photographien und aktueller Aufnahmen von Harald Koch und Texten von Franz Rudolf Zankl, Hanovre, TAK-Verlag 1998,  (ISBN 3-9806454-0-1)
- Peter Becker (Mitverf.), Kurt Schäfer, Franz Rudolf Zankl (Red.), 100 Jahre Schallplatte. Von Hannover in die Welt, Beiträge und Katalog zur Ausstellung vom 29. September 1987 – 10. Januar 1988 im Historischen Museum am Hohen Ufer, Hanovre, 1987
- Eckard Schrader, Der Grosse Garten zu Herrenhausen, Hannover, mit einer Einführung von Franz Rudolf Zankl, dir. vom Aktionsausschuss für Herrenhausen e.V., Hanovre: Schlüter, 1985,  (ISBN 3-87706-196-6)
  - 2e édition, Hanovre, Schlüter 1989,  (ISBN 3-87706-296-2)
- 100 Jahre Sparen, Bauen, Wohnen 1885–1985. Festschrift zum 100jährigen Jubiläum der Spar- und Bauverein eG. Hanovre, 1985
- Rudolf Kempf (de) (dir.), Heinrich Ahrens (Text), Franz Zankl (Mitarb.), Schönes Alt-Hannover. Ansichten der königlichen Haupt- u. Residenzstadt [frühere Ausgabe unter dem Titel: Rudolf Kempf: Alt-Hannover], Nachdruck der Ausgabe von Georg Alpers von 1893, Hanovre, Schlüter 1981,  (ISBN 3-87706-187-7)
- avec Rita Seidel: 150 Jahre Universität Hannover. 1831–1981. Zur Entwicklung der Universität Hannover in ihrer Stadt, Begleitheft zur Ausstellung im Historischen Museum am Hohen Ufer, Hanovre, Historisches Museum am Hohen Ufer 1981
- Ludwig Hoerner (de) (dir.), Franz Rudolf Zankl (Mitarb.): Hannover in frühen Photographien. 1848–1910, Munich, Schirmer-Mosel 1979,  (ISBN 3-921375-44-4)
- (dir.): Hannover in alten Ansichtskarten, Bildbände in der Reihe Deutschland in alten Ansichtskarten, Francfort-sur-le-Main: Flechsig
  - Neue Folge [1981],  (ISBN 3-88189-081-5)
  - Alte Folge [1977],  (ISBN 3-88189-010-6)
- Günther-Wagner-Pelikan-Werke GmbH, Hannover (dir.), Das frühe Pelikan-Plakat. 1898–1930, Ausstellung von Plakat-Entwürfen aus dem Archiv der Günther-Wagner-Pelikan-Werke GmbH, Hannover im Historischen Museum am Hohen Ufer, Hannover vom 11. April – 11. Mai 1975, Einführung und Verzeichnis von Franz Rudolf Zankl
- Hannover. Vom Alten Bahnhof zum Neuen Rathaus. Bilddokumente zur Stadtentwicklung in der 2. Hälfte des 19. Jahrhunderts, Führer zur Ausstellung des Historischen Museums am Hohen Ufer vom 14. November 1975 – 4. Januar 1976, Hannover: Historisches Museum am Hohen Ufer 1975
- Eindrücke von hannoverschen Vorortbahnhöfen. Fotos von Eckard Schrader 1972/73, Ausstellungsführer des Historischen Museums am Hohen Ufer, Hanovre, Historisches Museum am Hohen Ufer 1973
- avec Ludwig Hoerner: Hannover heute und vor 100 Jahren. Stadtgeschichte photographiert. Stadtansichten im Vergleich, was war – was blieb – was wurde, Ausstellungskatalog, Hanovre, Historisches Museum am Hohen Ufer 1972
- Das Personalmuseum. Untersuchung zu einem Museumstypus, Dissertation 1975 an der Uni Köln, als Kurzfassung in der Reihe Museumskunde, Vol. 41, 1972, p. 1–132